# Liga dos Campeões da CAF de 2020–21
A Liga dos Campeões da CAF de 2020–21 foi a 57ª edição da maior competição de clubes da África e a 25ª edição sobre o atual formato de competição. O campeão irá representar a África na Copa do Mundo de Clubes da FIFA de 2021.

## Alocação das vagas
Todos os 56 membros da CAF podem entrar na Liga dos Campeões da CAF, com os 12 melhores ranqueados de acordo com o Ranking de 5 anos da CAF podendo inscrever duas equipes na competição. O campeão da edição da passada da competição também tem direito a uma vaga.
Para a edição de 2020–21, a CAF usou o ranking entre 2016 e 2020, que calcula pontos para cada associação participante com base na performance dos clubes através destes 5 anos na Liga dos Campeões da CAF e na Copa das Confederações da CAF. Os critérios para os pontos são os seguintes:
|                                                   | Liga dos Campeões da CAF | Copa das Confederações da CAF |
| ------------------------------------------------- | ------------------------ | ----------------------------- |
| Campeão                                           | 6 pontos                 | 5 pontos                      |
| Vice-campeão                                      | 5 pontos                 | 4 pontos                      |
| Eliminado na semifinal                            | 4 pontos                 | 3 pontos                      |
| Eliminado nas quartas de final (a partir de 2017) | 3 pontos                 | 2 pontos                      |
| Terceiro-lugar na fase de grupos                  | 2 pontos                 | 1 ponto                       |
| Quarto-lugar na fase de grupos                    | 1 ponto                  | 0.5 ponto                     |

Os pontos são multiplicados por um coeficiente de acordo com o ano do seguinte modo:
- 2019–20 – 5
- 2018–19 – 4
- 2018 – 3
- 2017 – 2
- 2016 – 1

## Equipes classificadas
Devido à pandemia de COVID-19, as associações podem abandonar suas competições nacionais e assim selecionar os representantes nas competições de clubes da CAF. As associações podem registrar seus representantes entre 1 de setembro e 20 de outubro de 2020. Todas as equipes envolvidas devem respeitar o procedimento de licenciamento de clubes e cooperar com suas respectivas associações, caso contrário os clubes não licenciados terão sua participação recusada. As seguintes 54 equipes de 40 associações entraram na competição.
- Equipes (em negrito) se classificaram diretamente a primeira fase.
- As outras equipes entraram na rodada preliminar.

As associações abaixo são mostradas de acordo com o seu ranking entre 2016 e 2020.
| Associação                                                        | Equipe                                                            | Classificação                                                                              |
| Associações elegíveis para entrar com duas equipes (Ranking 1–12) | Associações elegíveis para entrar com duas equipes (Ranking 1–12) | Associações elegíveis para entrar com duas equipes (Ranking 1–12)                          |
| ----------------------------------------------------------------- | ----------------------------------------------------------------- | ------------------------------------------------------------------------------------------ |
| Marrocos · (1º – 190 pts)                                         | Raja Casablanca                                                   | Campeão – Campeonato Marroquino de Futebol de 2019–20                                      |
| Marrocos · (1º – 190 pts)                                         | Wydad Casablanca                                                  | Vice-campeão – Campeonato Marroquino de Futebol de 2019–20                                 |
| Egito · (2º – 167 pts)                                            | Al-Ahly                                                           | Campeão – Campeonato Egípcio de Futebol de 2019–20                                         |
| Egito · (2º – 167 pts)                                            | Zamalek                                                           | Vice-campeão – Campeonato Egípcio de Futebol de 2019–20                                    |
| Tunísia · (3º – 140 pts)                                          | Espérance de Tunis                                                | Campeão – Campeonato Tunisiano de Futebol de 2019–20                                       |
| Tunísia · (3º – 140 pts)                                          | CS Sfaxien                                                        | Vice-campeão – Campeonato Tunisiano de Futebol de 2019–20                                  |
| República Democrática do Congo · (4º – 83 pts)                    | TP Mazembe                                                        | Campeão – Campeonato Nacional de Futebol da República Democrática do Congo de 2019–20      |
| República Democrática do Congo · (4º – 83 pts)                    | AS Vita Club                                                      | Vice-campeão – Campeonato Nacional de Futebol da República Democrática do Congo de 2019–20 |
| Argélia · (5º – 81 pts)                                           | CR Belouizdad                                                     | Campeão – Campeonato Argelino de Futebol de 2019–20                                        |
| Argélia · (5º – 81 pts)                                           | MC Alger                                                          | Vice-campeão – Campeonato Argelino de Futebol de 2019–20                                   |
| África do Sul · (6º – 68.5 pts)                                   | Mamelodi Sundowns                                                 | Campeão – Campeonato Sul-Africano de Futebol de 2019–20                                    |
| África do Sul · (6º – 68.5 pts)                                   | Kaizer Chiefs                                                     | Vice-campeão – Campeonato Sul-Africano de Futebol de 2019–20                               |
| Zâmbia · (7º – 43 pts)                                            | Nkana                                                             | Campeão – Campeonato Zambiano de Futebol de 2019–20                                        |
| Zâmbia · (7º – 43 pts)                                            | Forest Rangers                                                    | Vice-campeão – Campeonato Zambiano de Futebol de 2019–20                                   |
| Nigéria · (8º – 39 pts)                                           | Plateau United                                                    | Primeiro lugar – Campeonato Nigeriano de Futebol de 2019–20                                |
| Nigéria · (8º – 39 pts)                                           | Enyimba                                                           | Segundo lugar – Campeonato Nigeriano de Futebol de 2019–20                                 |
| Guiné · (9º – 38 pts)                                             | Horoya                                                            | Líder após 13 rodadas – Campeonato Guineano de Futebol de 2019–20                          |
| Guiné · (9º – 38 pts)                                             | Ashanti de Siguiri                                                | Vice-lider após 13 rodadas – Campeonato Guineano de Futebol de 2019–20                     |
| Angola · (10º – 36 pts)                                           | Petro de Luanda                                                   | Primreiro lugar – Girabola de 2019–20                                                      |
| Angola · (10º – 36 pts)                                           | 1º de Agosto                                                      | Segundo-lugar – Girabola de 2019–20                                                        |
| Sudão · (11º – 29.5 pts)                                          | Al-Merrikh                                                        | Campeão – Campeonato Sudanês de Futebol de 2019–20                                         |
| Sudão · (11º – 29.5 pts)                                          | Al-Hilal                                                          | Vice-campeão – Campeonato Sudanês de Futebol de 2019–20                                    |
| Líbia · (12º – 16.5 pts)                                          | Al-Nasr                                                           | Campeão – Campeonato Líbio de Futebol de 2017–18                                           |
| Líbia · (12º – 16.5 pts)                                          | Al Ahly Benghazi                                                  | Vice-campeão – Campeonato Líbio de Futebol de 2017–18                                      |
| Associações elegíveis para entrar com uma equipe                  |                                                                   |                                                                                            |
| Tanzânia · (13º – 14 pts)                                         | Simba                                                             | Campeão – Campeonato Tanzaniano de Futebol de 2019–20                                      |
| Costa do Marfim · (14º – 13 pts)                                  | RC Abidjan                                                        | Campeão – Campeonato Marfinense de Futebol de 2019–20                                      |
| Quênia · (15º – 11 pts)                                           | Gor Mahia                                                         | Campeão – Campeonato Queniano de Futebol de 2019–20                                        |
| Zimbabwe · (15º – 11 pts)                                         | FC Platinum                                                       | Campeão – Campeonato Zimbabuiano de Futebol de 2019                                        |
| Moçambique · (17º – 9 pts)                                        | Costa do Sol                                                      | Campeão – Moçambola de 2019                                                                |
| República do Congo · (18º – 8 pts)                                | AS Otôho                                                          | Campeão – Campeonato Congolês de Futebol de 2019–20                                        |
| Uganda · (18º – 8 pts)                                            | Vipers                                                            | Campeão – Campeonato Ugandense de Futebol de 2019–20                                       |
| Gana · (20º – 6.5 pts)                                            | Asante Kotoko                                                     | Campeão – Campeonato Ganês de Futebol de 2019                                              |
| Mali · (20º – 6.5 pts)                                            | Stade Malien                                                      | Campeão – Campeonato Malinês de Futebol de 2019–20                                         |
| Ruanda · (22º – 6 pts)                                            | APR                                                               | Campeão – Campeonato Ruandês de Futebol de 2019–20                                         |
| Essuatíni · (23º – 5 pts)                                         | Young Buffaloes                                                   | Campeão – Campeonato Suazi de Futebol de 2019–20                                           |
| Etiópia · (24º – 4 pts)                                           | Mekelle 70 Enderta                                                | Campeão – Campeonato Etíope de Futebol de 2018–19                                          |
| Botswana · (25º – 3 pts)                                          | Jwaneng Galaxy                                                    | Campeão – Campeonato Botsuano de Futebol de 2019–20                                        |
| Togo · (25º – 3 pts)                                              | ASKO Kara                                                         | Campeão – Campeonato Togolês de Futebol de 2019–20                                         |
| Benim · (27º – 2.5 pts)                                           | Buffles du Borgou                                                 | Campeão – Campeonato Beninense de Futebol de 2018–19                                       |
| Mauritânia · (27º – 2.5 pts)                                      | Nouadhibou                                                        | Campeão – Campeonato Mauritano de Futebol de 2019–20                                       |
| Burquina Fasso · (29º – 2 pts)                                    | Rahimo                                                            | Campeão – Campeonato Burquinense de Futebol de 2018–19                                     |
| Camarões · (29º – 2 pts)                                          | PWD Bamenda                                                       | Campeão – Campeonato Camaronês de Futebol de 2019–20                                       |
| Gabão · (31º – 1 pt)                                              | AS Bouenguidi                                                     | Primeiro lugar – Grupo A do Campeonato Gabonês de Futebol de 2019–20                       |
| Burundi                                                           | Le Messager Ngozi                                                 | Campeão – Campeonato Burundiano de Futebol de 2019–20                                      |
| Chade                                                             | Gazelle                                                           | Campeão – Campeonato Chadiano de Futebol de 2020                                           |
| Comores                                                           | US Zilimadjou                                                     | Campeão – Campeonato Comorense de Futebol de 2020                                          |
| Djibuti                                                           | GR/SIAF                                                           | Campeão – Campeonato Djibutiano de Futebol de 2019–20                                      |
| Gâmbia                                                            | Gambia Armed Forces                                               | Segundo lugar – Campeonato Gambiano de Futebol de 2019–20                                  |
| Guiné Equatorial                                                  | Akonangui                                                         | Primeiro lugar – Campeonato Guinéu-Equatoriano de Futebol de 2019–20                       |
| Lesoto                                                            | Bantu                                                             | Campeão – Campeonato Lesoto de Futebol de 2019–20                                          |
| Níger                                                             | AS SONIDEP                                                        | Campeão – Campeonato Nigerino de Futebol de 2018–19                                        |
| Senegal                                                           | Teungueth                                                         | Primeiro lugar – Campeonato Senegalês de Futebol de 2019–20                                |
| Somália                                                           | Mogadishu City                                                    | Campeão – Campeonato Somali de Futebol de 2019–20                                          |
| Zanzibar                                                          | Mlandege                                                          | Campeão – Campeonato Zanzibarita de Futebol de 2019–20                                     |

| - Cabo Verde - Eritreia - Guiné-Bissau - Libéria - Madagáscar - Malawi - Ilhas Maurícias - Namíbia - Reunião - São Tomé e Príncipe - Seicheles - Serra Leoa - Sudão do Sul |

## Calendário
O início da competição foi adiado devido à pandemia de COVID-19. Em 1 de setembro de 2020, o CAF anunciou o novo calendário. Em 10 de setembro de 2020, a CAF decidiu adiar ainda mais a rodada preliminar, originalmente marcada para 20–22 de novembro (partidas de ida) e 28–29 de novembro (partidas de volta), e a primeira fase, originalmente marcada para 11–13 de dezembro (partidas de ida) e 18–20 de dezembro (partidas de volta).
| Fase           | Rodada            | Data do sorteio       | Partida de ida             | Partida de volta           |
| -------------- | ----------------- | --------------------- | -------------------------- | -------------------------- |
| Qualificação   | Rodada preliminar | 9 de novembro de 2020 | 28–29 de novembro de 2020  | 4–6 de dezembro de 2020    |
| Qualificação   | Primeira fase     | 9 de novembro de 2020 | 22–23 de dezembro de 2020  | 5–6 de janeiro de 2021     |
| Fase de grupos | Primeira rodada   | 8 de janeiro de 2021  | 12–13 de fevereiro de 2021 | 12–13 de fevereiro de 2021 |
| Fase de grupos | Segunda rodada    | 8 de janeiro de 2021  | 23 de fevereiro de 2021    | 23 de fevereiro de 2021    |
| Fase de grupos | Terceira rodada   | 8 de janeiro de 2021  | 5–6 de março de 2021       | 5–6 de março de 2021       |
| Fase de grupos | Quarta rodada     | 8 de janeiro de 2021  | 16 de março de 2021        | 16 de março de 2021        |
| Fase de grupos | Quinta rodada     | 8 de janeiro de 2021  | 2–3 de abril de 2021       | 2–3 de abril de 2021       |
| Fase de grupos | Sexta rodada      | 8 de janeiro de 2021  | 9–10 de abril de 2021      | 9–10 de abril de 2021      |
| Fase final     | Quartas de final  | 30 de abril de 2021   | 14–16 de maio de 2021      | 21–23 de maio de 2021      |
| Fase final     | Semifinais        | 30 de abril de 2021   | 18–20 de junho de 2021     | 25–27 de junho de 2021     |
| Fase final     | Final             | 30 de abril de 2021   | 17 de julho de 2021        | 17 de julho de 2021        |

## Fases de qualificação
O sorteio para a rodada preliminar e a primeira fase foi realizado em 9 de novembro de 2020, na sede da CAF, no Cairo no Egito.
Nesta fase, cada vaga foi disputada em partidas de ida e volta. Caso o placar agregado esteja empatado no final da partida de volta a regra do gol fora de casa foi aplicada. Caso o empate ainda persista o vencedor foi definido pela disputa por pênaltis.

### Rodada preliminar
| Equipe 1            | Total    | Equipe 2           | 1.º jogo | 2.º jogo |
| ------------------- | -------- | ------------------ | -------- | -------- |
| Ashanti de Siguiri  | 1–4      | Stade Malien       | 1–2      | 0–2      |
| Gambia Armed Forces | 1–3      | Teungueth          | 1–1      | 0–2      |
| RC Abidjan          | 2–2 (gf) | ASKO Kara          | 1–0      | 1–2      |
| AS SONIDEP          | 4–0      | Mogadishu City     | 2–0      | 2–0      |
| Al Ahly Benghazi    | w/o      | Mekelle 70 Enderta | —        | —        |
| Gazelle             | w/o      | GR/SIAF            | —        | —        |
| Forest Rangers      | 0–2      | AS Bouenguidi      | 0–0      | 0–2      |
| Jwaneng Galaxy      | 5–1      | US Zilimadjou      | 4–0      | 1–1      |
| Young Buffaloes     | 1–1 (gf) | Le Messager Ngozi  | 0–0      | 1–1      |
| PWD Bamenda         | 0–1      | Kaizer Chiefs      | 0–1      | 0–0      |
| AS Otohô            | 1–3      | Al-Merrikh         | 1–1      | 0–2      |
| Rahimo              | 1–2      | Enyimba            | 0–1      | 1–1      |
| Nouadhibou          | 1–3      | Asante Kotoko      | 1–1      | 0–2      |
| Vipers              | 0–2      | Al-Hilal           | 0–1      | 0–1      |
| Buffles du Borgou   | 2–6      | MC Alger           | 1–1      | 1–5      |
| Mlandege            | 1–8      | CS Sfaxien         | 0–5      | 1–3      |
| Bantu               | 0–1      | Nkana              | 0–1      | 0–0      |
| Akonangui           | 2–3      | Petro de Luanda    | 0–1      | 2–2      |
| Costa do Sol        | 1–4      | FC Platinum        | 1–2      | 0–2      |
| Plateau United      | 0–1      | Simba              | 0–1      | 0–0      |
| CR Belouizdad       | 4–0      | Al-Nasr            | 2–0      | 2–0      |
| APR                 | 3–4      | Gor Mahia          | 2–1      | 1–3      |

### Primeira fase
| Equipe 1         | Total       | Equipe 2           | 1.º jogo | 2.º jogo |
| ---------------- | ----------- | ------------------ | -------- | -------- |
| Stade Malien     | 1–3         | Wydad Casablanca   | 1–0      | 0–3      |
| Teungueth        | 0–0 (3–1 p) | Raja Casablanca    | 0–0      | 0–0      |
| RC Abidjan       | 1–2         | Horoya             | 1–1      | 0–1      |
| AS SONIDEP       | 0–5         | Al-Ahly            | 0–1      | 0–4      |
| Al Ahly Benghazi | 2–3         | Espérance de Tunis | 0–0      | 2–3      |
| Gazelle          | w/o         | Zamalek            | —        | —        |
| AS Bouenguidi    | 2–4         | TP Mazembe         | 1–2      | 1–2      |
| Jwaneng Galaxy   | 1–5         | Mamelodi Sundowns  | 0–2      | 1–3      |
| Young Buffaloes  | 3–6         | AS Vita Club       | 2–2      | 1–4      |
| Kaizer Chiefs    | 1–0         | 1º de Agosto       | 0–0      | 1–0      |
| Al-Merrikh       | 4–2         | Enyimba            | 3–0      | 1–2      |
| Asante Kotoko    | 0–3         | Al-Hilal           | 0–1      | 0–2      |
| MC Alger         | 2–1         | CS Sfaxien         | 2–0      | 0–1      |
| Nkana            | 1–2         | Petro de Luanda    | 1–1      | 0–1      |
| FC Platinum      | 1–4         | Simba              | 1–0      | 0–4      |
| CR Belouizdad    | 8–1         | Gor Mahia          | 6–0      | 2–1      |

## Fase de grupos
O sorteio para a fase de grupos foi realizado em 8 de janeiro de 2021 na sede da CAF no Cairo, Egito.
| Pote    | Pote 1                                                                                             | Pote 2                                                                                    | Pote 3                                                                               | Pote 4                                                           |
| ------- | -------------------------------------------------------------------------------------------------- | ----------------------------------------------------------------------------------------- | ------------------------------------------------------------------------------------ | ---------------------------------------------------------------- |
| Equipes | - Al-Ahly (69 pts) - Wydad Casablanca (65 pts) - Espérance de Tunis (63 pts) - TP Mazembe (63 pts) | - Zamalek (54 pts) - Mamelodi Sundowns (49 pts) - Horoya (38 pts) - AS Vita Club (23 pts) | - Al-Hilal (21.5 pts) - Petro de Luanda (12 pts) - Simba (12 pts) - MC Alger (7 pts) | - Al-Merrikh (4 pts) - CR Belouizdad - Teungueth - Kaizer Chiefs |

### Grupo A
| Pos. | Equipe       | Pts | J | V | E | D | GP | GC | SG  |
| ---- | ------------ | --- | - | - | - | - | -- | -- | --- |
| 1    | Simba        | 13  | 6 | 4 | 1 | 1 | 9  | 2  | +7  |
| 2    | Al-Ahly      | 11  | 6 | 3 | 2 | 1 | 11 | 5  | +6  |
| 3    | AS Vita Club | 7   | 6 | 2 | 1 | 3 | 10 | 12 | –2  |
| 4    | Al-Merrikh   | 2   | 6 | 0 | 2 | 4 | 4  | 15 | –11 |

|              | AHL | VIT | SIM | MER |
| ------------ | --- | --- | --- | --- |
| Al-Ahly      |     | 2–2 | 1–0 | 3–0 |
| AS Vita Club | 0–3 |     | 0–1 | 3–1 |
| Simba        | 1–0 | 4–1 |     | 3–0 |
| Al-Merrikh   | 2–2 | 1–4 | 0–0 |     |

### Grupo B
| Pos. | Equipe            | Pts | J | V | E | D | GP | GC | SG |
| ---- | ----------------- | --- | - | - | - | - | -- | -- | -- |
| 1    | Mamelodi Sundowns | 13  | 6 | 4 | 1 | 1 | 10 | 4  | +6 |
| 2    | CR Belouizdad     | 9   | 6 | 2 | 3 | 1 | 6  | 6  | 0  |
| 3    | TP Mazembe        | 5   | 6 | 1 | 2 | 3 | 3  | 6  | –3 |
| 4    | Al-Hilal          | 4   | 6 | 0 | 4 | 2 | 2  | 5  | –3 |

|                   | TPM | MSD | HIL | CRB |
| ----------------- | --- | --- | --- | --- |
| TP Mazembe        |     | 1–2 | 2–1 | 0–0 |
| Mamelodi Sundowns | 1–0 |     | 2–0 | 0–2 |
| Al-Hilal          | 0–0 | 0–0 |     | 0–0 |
| CR Belouizdad     | 2–0 | 1–5 | 1–1 |     |

### Grupo C
| Pos. | Equipe           | Pts | J | V | E | D | GP | GC | SG |
| ---- | ---------------- | --- | - | - | - | - | -- | -- | -- |
| 1    | Wydad Casablanca | 13  | 6 | 4 | 1 | 1 | 9  | 1  | +8 |
| 2    | Kaizer Chiefs    | 9   | 6 | 2 | 3 | 1 | 5  | 6  | –1 |
| 3    | Horoya           | 9   | 6 | 2 | 3 | 1 | 5  | 4  | +1 |
| 4    | Petro de Luanda  | 1   | 6 | 0 | 1 | 5 | 0  | 8  | –8 |

|                  | WAC | HOR | PET | KZC |
| ---------------- | --- | --- | --- | --- |
| Wydad Casablanca |     | 2–0 | 2–0 | 4–0 |
| Horoya           | 0–0 |     | 2–0 | 2–2 |
| Petro de Luanda  | 0–1 | 0–1 |     | 0–0 |
| Kaizer Chiefs    | 1–0 | 0–0 | 2–0 |     |

### Grupo D
| Pos. | Equipe             | Pts | J | V | E | D | GP | GC | SG |
| ---- | ------------------ | --- | - | - | - | - | -- | -- | -- |
| 1    | Espérance de Tunis | 11  | 6 | 3 | 2 | 1 | 9  | 6  | +3 |
| 2    | MC Alger           | 9   | 6 | 2 | 3 | 1 | 4  | 4  | 0  |
| 3    | Zamalek            | 8   | 6 | 2 | 2 | 2 | 7  | 5  | +2 |
| 4    | Teungueth          | 4   | 6 | 1 | 1 | 4 | 4  | 9  | –5 |

|                    | EST | ZAM | MCA | TEU |
| ------------------ | --- | --- | --- | --- |
| Espérance de Tunis |     | 3–1 | 1–1 | 2–1 |
| Zamalek            | 0–1 |     | 0–0 | 4–1 |
| MC Alger           | 1–1 | 0–2 |     | 1–0 |
| Teungueth          | 2–1 | 0–0 | 0–1 |     |

## Fase final
O mecanismo de sorteio de cada fase é o seguinte:
- No sorteio das quartas de final, os quatro vencedores dos grupos serão colocados em um pote, enquantos os quatro segundo colocados serão colocados em outro. As equipes que finalizaram em primeiro lugar na fase de grupos (pote 1 no sorteio) enfrentarão as equipes que finalizaram em segundo lugar (pote 2). As equipes do mesmo grupo não podem ser sorteadas entre si, podendo ser sorteadas equipes de um mesmo país.
- No sorteio das semifinais não existe cabeça de chave e equipes do mesmo grupo (fase de grupos) e do mesmo país podem ser sorteadas.

### Equipes classificadas
| Grupo | Vencedores         | Segundo-lugares |
| ----- | ------------------ | --------------- |
| A     | Simba              | Al-Ahly         |
| B     | Mamelodi Sundowns  | CR Belouizdad   |
| C     | Wydad Casablanca   | Kaizer Chiefs   |
| D     | Espérance de Tunis | MC Alger        |

### Chaveamento
O sorteio e o chaveamento da fase final foi definida no sorteio realizado em 30 de abril de 2021 em Cairo no Egito.
|  | Quartas de final       | Quartas de final | Quartas de final | Quartas de final |   |                    | Semifinais     | Semifinais     | Semifinais     | Semifinais     |  |  | Final         | Final       | Final       | Final       |
|  | 14–22 de maio          | 14–22 de maio    | 14–22 de maio    | 14–22 de maio    |   |                    | 19–26 de junho | 19–26 de junho | 19–26 de junho | 19–26 de junho |  |  | 17 de julho   | 17 de julho | 17 de julho | 17 de julho |
|  |                        |                  |                  |                  |   |                    |                |                |                |                |  |  |               |             |             |             |
|  | MC Alger               | 1                | 0                | 1                |   |                    |                |                |                |                |  |  |               |             |             |             |
|  | Wydad Casablanca       | 1                | 1                | 2                |   |                    |                |                |                |                |  |  |               |             |             |             |
|  | Wydad Casablanca       | 1                | 1                | 2                |   | Wydad Casablanca   | 0              | 0              | 0              |                |  |  |               |             |             |             |
|  |                        |                  |                  |                  |   | Wydad Casablanca   | 0              | 0              | 0              |                |  |  |               |             |             |             |
|  |                        | Kaizer Chiefs    | 1                | 0                | 1 |                    |                |                |                |                |  |  |               |             |             |             |
|  | Kaizer Chiefs          | Kaizer Chiefs    | 1                | 0                | 1 | 4                  | 0              | 4              |                |                |  |  |               |             |             |             |
|  | Kaizer Chiefs          |                  |                  |                  |   | 4                  | 0              | 4              |                |                |  |  |               |             |             |             |
|  | Simba                  | 0                | 3                | 3                |   |                    |                |                |                |                |  |  |               |             |             |             |
|  |                        |                  |                  |                  |   |                    |                |                |                |                |  |  | Kaizer Chiefs | 0           |             |             |
|  |                        |                  | Al-Ahly          | 3                |   |                    |                |                |                |                |  |  |               |             |             |             |
|  | CR Belouizdad          | 2                | 0                | 2 (2)            |   |                    |                |                |                |                |  |  |               |             |             |             |
|  | Espérance de Tunis (p) | 0                | 2                | 2 (3)            |   |                    |                |                |                |                |  |  |               |             |             |             |
|  | Espérance de Tunis (p) | 0                | 2                | 2 (3)            |   | Espérance de Tunis | 0              | 0              | 0              |                |  |  |               |             |             |             |
|  |                        |                  |                  |                  |   | Espérance de Tunis | 0              | 0              | 0              |                |  |  |               |             |             |             |
|  |                        | Al-Ahly          | 1                | 3                | 4 |                    |                |                |                |                |  |  |               |             |             |             |
|  | Al-Ahly                | Al-Ahly          | 1                | 3                | 4 | 2                  | 1              | 3              |                |                |  |  |               |             |             |             |
|  | Al-Ahly                |                  |                  |                  |   | 2                  | 1              | 3              |                |                |  |  |               |             |             |             |
|  | Mamelodi Sundowns      | 0                | 1                | 1                |   |                    |                |                |                |                |  |  |               |             |             |             |

### Quartas de final
| Equipe 1      | Total       | Equipe 2           | 1.º jogo | 2.º jogo |
| ------------- | ----------- | ------------------ | -------- | -------- |
| Al-Ahly       | 3–1         | Mamelodi Sundowns  | 2–0      | 1–1      |
| MC Alger      | 1–2         | Wydad Casablanca   | 1–1      | 0–1      |
| CR Belouizdad | 2–2 (2–3 p) | Espérance de Tunis | 2–0      | 0–2      |
| Kaizer Chiefs | 4–3         | Simba              | 4–0      | 0–3      |

### Semifinais
| Equipe 1           | Total | Equipe 2      | 1.º jogo | 2.º jogo |
| ------------------ | ----- | ------------- | -------- | -------- |
| Wydad Casablanca   | 0–1   | Kaizer Chiefs | 0–1      | 0–0      |
| Espérance de Tunis | 0–4   | Al-Ahly       | 0–1      | 0–3      |

### Final
A final foi disputada em uma partida única no Estádio Mohammed V em Casablanca no Marrocos.
| 17 de julho de 2021 | Kaizer Chiefs | 0 – 3     | Al-Ahly                               | Estádio Mohammed V, Casablanca         |
| 20:00 (UTC+1)       |               | Relatório | Sherif 53' · Magdy 64' · El Solia 74' | Árbitro: BDI Pacifique Ndabihawenimana |